# Manzanares el Real
Manzanares el Real és un municipi de la Comunitat de Madrid. Limita al nord amb Rascafría, a l'oest amb Soto del Real, al sud-oest amb Colmenar Viejo i amb El Boalo i al nord-oest amb Navacerrada.

## Història
S'admet la hipòtesi que els druides van irrompre a Manzanares cap al 1000 aC, i queden reminiscències de ritus druídics en una festa religiosa de la localitat, la de la Virgen de Peña Sacra. Molt de temps després, en els anys de la conquesta de Roma, els pobladors de l'enclavament van entaular guerres sense quarter contra els invasors, i va quedar un assentament romà a Manzanares com a vestigi d'aquella civilització.
Després del període visigot i de la conquesta àrab, el poble reneix el 1248. Durant la Reconquesta, molts madrilenys van anar a la presa de Sevilla i els segovians van repoblar Manzanares, com es desprèn del testimoniatge que consta en una missiva expedida per Ferran III de Castella. A causa de l'assentament dels segovians en aquestes terres i de la seva expansió cap al sud comença una pugna entre ells i els madrilenys, que es resol, passats els anys, quan Alfons X de Castella incorpora aquests llocs a la Corona, moment en què el poble passa a anomenar-se El Real de Manzanares. Joan I de Castella va cedir el territori a Pedro González de Mendoza a finals del segle xiv, i va ser precisament amb la saga dels Mendoza que El Real de Manzanares va viure la seva màxima esplendor, durant els segles xv i xvi.
Posteriorment va passar per matrimoni a les mans d'altres membres de la noblesa, fins que en el segle xviii va tornar als dominis dels Mendoza, als quals Felip V en va concedir la possessió perpètua. Finalment, cal destacar que Manzanares és el bressol de l'autonomia madrilenya, ja que el castell va ser l'emplaçament triat, el 1982, per celebrar-hi l'acte de constitució de l'Assemblea de Parlamentaris de Madrid i el nomenament de la ponència redactora de l'estatut d'autonomia.